# Yerko Castro
Yerko Fidel Castro Fernández  (ur. 1995) – boliwijski zapaśnik walczący w obu stylach. Zajął 32. miejsce na mistrzostwach świata w 2018 (styl klasyczny, kategoria do 67 kg). Brązowy medalista mistrzostw Ameryki Południowej w 2015 roku (styl wolny, kategoria do 61 kg). Mistrz Boliwii w 2016 i 2017 roku. Pochodzi z El Alto.